# The Big Chill at the Big House

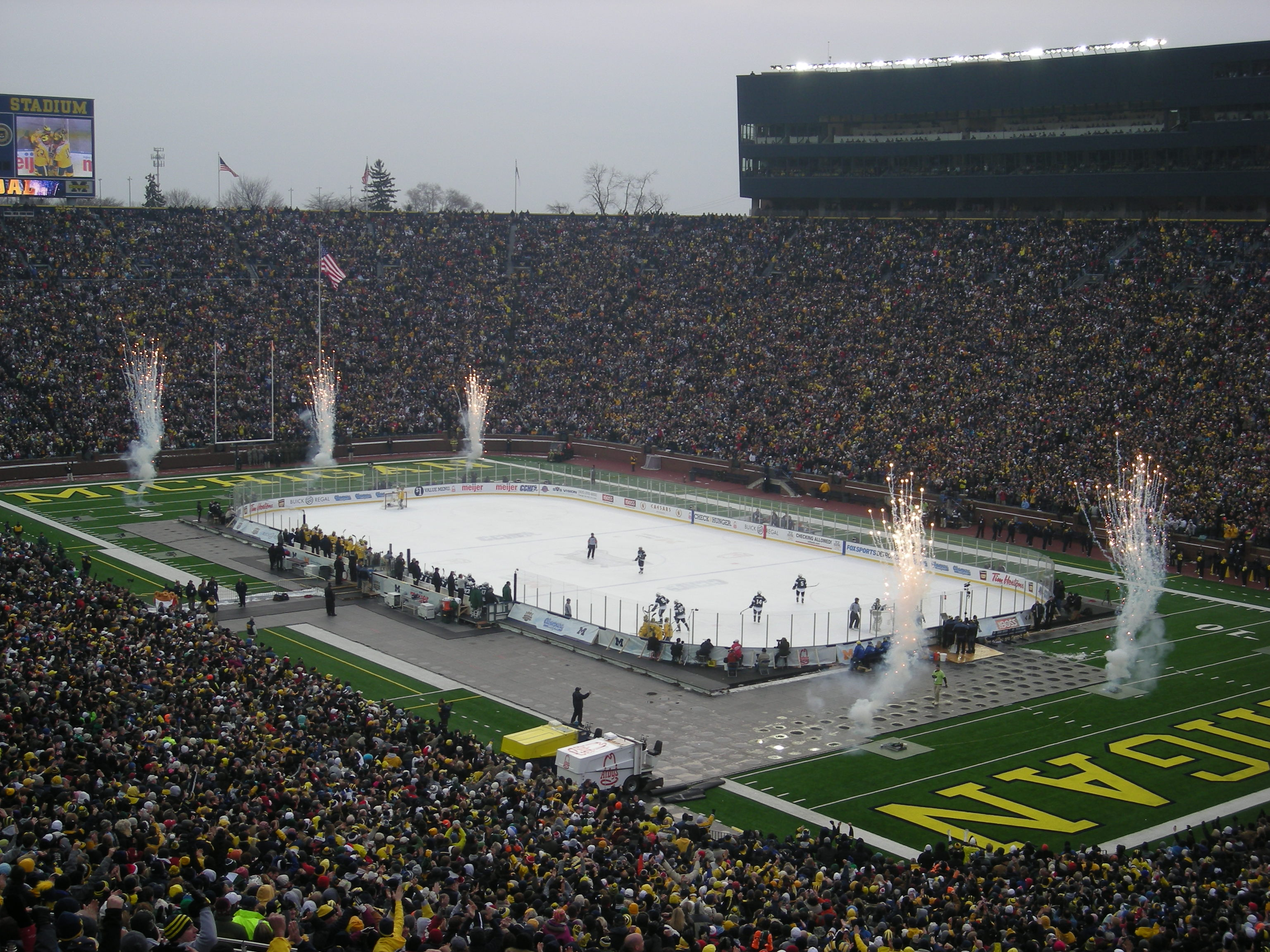
Stadion-Innenansicht

The Big Chill at the Big House (auch Cold War II) war ein Eishockey-Punktspiel der College- und Universitätssportliga National Collegiate Athletic Association (NCAA) unter freiem Himmel zwischen den Universitätsmannschaften der University of Michigan (UM) und der Michigan State University (MSU), den Michigan Wolverines und den Michigan State Spartans. Die Sportteams beider Universitäten pflegen teilweise jahrzehntelange Rivalitäten. Ein ähnliches Event, genannt Cold War, hatte im Jahr 2001 bereits 74.554 Zuschauer ins Spartan Stadium gelockt und bedeutet noch immer die vierthöchste Zuschauerzahl in einem Eishockeyspiel (Stand: Mai 2014) überhaupt. The Big Chill at the Big House wurde am 11. Dezember 2010 im Michigan Stadium, welches den Spitznamen The Big House trägt, in Ann Arbor ausgetragen. Nachdem zunächst eine Zuschauerzahl von 113.411 Besuchern bekannt gegeben wurde, stellte das Guinness-Buch der Rekorde mit 104.173 Zuschauern einen neuen, bis 2014 gültigen Weltrekord für Zuschauer eines Eishockeyspiels fest. Der vorherige Rekord lag bei 77.803 Zuschauern in der Veltins-Arena in Gelsenkirchen, aufgestellt während des Eröffnungsspiels zur Eishockey-Weltmeisterschaft der Herren 2010 zwischen der deutschen und der US-amerikanischen Nationalmannschaft.
Das Spiel wurde in den Vereinigten Staaten national auf dem Fernsehsender Big Ten Network sowie regional auf Fox Sports Detroit und auf dem Fox-Ableger in Alaska übertragen. Ebenso war das Spiel in der kanadischen Provinz Ontario auf Leafs TV zu sehen, sowie weltweit per Liveübertragung im Internet. Als Rahmenprogramm wurde unter anderem vor und nach dem Spiel, sowie nach jedem erzielten Tor Feuerwerk gezündet. Darüber hinaus überflogen vor Spielbeginn während des Abspielens von The Star-Spangled Banner Langstreckenbomber vom Typ Northrop B-2 das Stadion.

## Spielverlauf
| 11. Dez. 2010 15:00 Uhr (Ortszeit) | 11. Dez. 2010 21:00 Uhr (MEZ) | Michigan State University | 0:5 (0:2, 0:1, 0:2) | University of Michigan Jon Merrill (12:04) Jon Merrill (14:54) Carl Hagelin (32:12) Carl Hagelin (48:57) David Wohlberg (50:45) | Michigan Stadium, Ann Arbor Zuschauer: 104.173 |